# Burdignes
Burdignes är en kommun i departementet Loire i regionen Auvergne-Rhône-Alpes i centrala Frankrike. Kommunen ligger i kantonen Bourg-Argental som tillhör arrondissementet Saint-Étienne. År 2022 hade Burdignes 409 invånare.

## Befolkningsutveckling
Antalet invånare i kommunen Burdignes
| Referens: INSEE |